# Birgit Vézina
Birgit Vézina (* 22. Mai 1948 in Rendsburg) ist eine deutsche Juristin. Sie war von 2001 bis 2013 Richterin am deutschen Bundesgerichtshof.

## Leben
Nach Abschluss ihrer juristischen Ausbildung war sie zwei Jahre als Rechtsanwältin tätig. 1978 trat sie in den höheren Justizdienst des Landes Baden-Württemberg ein. Sie war zunächst bei der Staatsanwaltschaft Mannheim und als Proberichterin bei dem Amtsgericht Mannheim und dem Landgericht Mannheim tätig. Dort wurde sie 1982 zur Richterin am Amtsgericht und ein Jahr später zur Richterin am Landgericht ernannt. 1982 wurde sie mit einer Dissertation zur „Gleichschaltung“ der Universität Heidelberg promoviert. Von März 1991 bis Juli 1993 war sie als wissenschaftliche Mitarbeiterin an das Bundesverfassungsgericht und von August 1994 bis April 1995 an das Oberlandesgericht Karlsruhe abgeordnet.
Ihre Wahl zur Richterin am Bundesgerichtshof war von einer Kontroverse überschattet. Es wurde wie bei der gleichzeitigen Wahl von Wolfgang Nešković (und fünf weiteren) gefragt, ob nun Fachkenntnis oder politische Protektion entscheidend war. Der Richterwahlausschuss wählte sie, obwohl die Stellungnahme des Präsidialrats des Bundesgerichtshofs lautete: „Fachliche Eignung wird nicht bejaht“. Der Richterrat des BGH und der Verein der Richter und Bundesanwälte kritisierten in einen Brief an den Richterwahlausschuss: Die Wahl führe „die gesetzlich vorgesehene Beteiligung der Richtervertretung ad absurdum“. Der baden-württembergische Justizminister Goll (FDP) nannte die Wahl Vézinas „untragbar“. „Ich fürchte um die Qualität des Bundesgerichtshofs“. Er habe sich nicht vorstellen können, dass Vézina, die von dem rechtspolitischen Sprecher der SPD-Bundestagsfraktion, Hartenbach, vorgeschlagen worden sei, vom Richterwahlausschuss gewählt werde.
Öffentlich kritisiert haben auch die Wahl Christoph Palmer (CDU), der Präsident des Oberlandesgerichts Karlsruhe, Münchbach, und der Präsident des Oberlandesgerichts Stuttgart, Stilz.  Die schlechten Beurteilungen standen im Kontrast zu positiven Bewertungen durch andere ihrer früheren Chefs, wie von Thomas Dieterich, ehemals Richter des Bundesverfassungsgerichts sowie Präsident des Bundesarbeitsgerichts. Der damalige Vorsitzende des Rechtsausschusses des Bundestages, Scholz (CDU), sagte, es sei „relativ selten“, dass von dem Votum des Bundesgerichtshofs abgewichen werde. Dennoch sei man mit der Neubesetzung der Stellen am Bundesgerichtshof zufrieden.
Der Bundesgerichtshof verzögerte die Ernennung um ein halbes Jahr. Nach ihrer Ernennung am 1. November 2001 wurde sie dem XII. Senat zugeteilt. Am 31. Juli 2013 trat sie in den Ruhestand.

## Schriften
- „Die Gleichschaltung“ der Universität Heidelberg im Zuge der nationalsozialistischen Machtergreifung. Winter, Heidelberg 1982, ISBN 3-533-03096-2 (zugl. Dissertation, Universität Heidelberg)